# Hanna Kulenty
Hanna Kulenty (Białystok, 18 maart 1961) is een Poolse componist van hedendaagse klassieke muziek. Sinds 1992 woont en werkt ze zowel in Warschau (Polen) als in Arnhem (Nederland).

## Muzikale opleiding
Na haar studie piano aan de Karol Szymanowski Muziekschool in Warschau van 1976 tot 1980, studeerde Kulenty van 1980 tot 1986 compositie bij Włodzimierz Kotoński aan de Frédéric Chopin Muziekacademie in Warschau. Van 1986 tot 1988 studeerde ze compositie bij Louis Andriessen aan het Koninklijk Conservatorium in Den Haag. In 1984 en 1988 nam ze deel aan de Internationale zomercursussen voor hedendaagse muziek in Darmstadt. In 1983 en 1990 nam ze deel aan de Internationale cursussen voor jonge componisten in Kazimierz, waar ze lezingen bezocht van Iannis Xenakis, Witold Lutosławski, Thomas Kessler en François Bernard Mâche.

## Belangrijkste activiteiten
Vanaf 1989 werkt Hanna Kulenty als zelfstandig componist, en ontving tal van opdrachten en beurzen. Kulenty heeft 2 opera’s gecomponeerd, 12 werken voor groot orkest, en meer dan 60 andere stukken. In 1990 werd ze uitgenodigd als gastcomponist bij Deutsche Akademische Austauschdienst (DAAD) in Berlijn. In 1998 was ze uitgenodigd als gastcomponist bij drie universiteiten in Los Angeles. In 1999/2000 was ze composer-in-residence bij Het Gelders Orkest. In november 2000 werd een portretconcert georganiseerd door Deutschlandfunk in Keulen (verschenen op de CD ‘Arcs & Circles’). In 2004 was ze te gast bij het Other Minds 10 festival in San Francisco, en in 2005 tijdens het Soundstreams Festival in Toronto. In datzelfde jaar was ze gastdocent op het conservatorium van Zwolle. In 2007 was ze als gastdocent verbonden aan het het ESMUC conservatorium in Barcelona.
Ze was jurylid tijdens de Münchener Biennale in 1995, tijdens de Internationale Gaudeamus Muziekweek 2002 in Amsterdam, tijdens de Kazimierz Serocki 9th International Composers’ Competition in Warschau, tijdens de zesde editie van de International New Chamber Opera Competition “Orpheus-Luciano Berio 2003-2004” in Spoleto en tijdens de International Competition of Contemporary Chamber Music in 2005 en 2007, in Krakau.

## Compositiestijl en -techniek
“De muziek van Hanna Kulenty is doortrokken van beelden van organische transformatie en groei. De voor haar composities zo kenmerkende intuïtieve vormgeving van zich ontvouwende klankpatronen, uitgesponnen frasen en uiterst gedetailleerde weefsels zijn het resultaat van Kulenty’s oorspronkelijke compositiemethode, die zij zelf omschrijft als de ‘bogenpolyfonie’. De stukken hebben vele lagen van tegelijkertijd optredende ‘bogen’, die vaak op verschillende punten beginnen en zich volgens andere snelheden ontwikkelen.
Kulenty’s compositiestijl heeft zich ontwikkeld in de periode na haar verbluffende orkestrale debuut Ad Unum, waarmee zij in 1985 haar studie aan de Chopin Academie voor Muziek in Warschau afsloot. Vanaf dit werk gaat Kulenty’s voorkeur uit naar het medium van het symfonieorkest.
In de loop van de jaren negentig ontwikkelde de componist een originele versie van het ‘postminimalisme’, die gekenmerkt wordt door een afname van het aantal en de dichtheid van muzikale lagen ten opzichte van haar vroegere, verzadigde en dramatische stijl van de ‘bogenpolyfonie’. Ze noemde deze stijl haar versie van ‘Europese trancemuziek’. Kulenty gebruikte in deze periode echter zelden plotselinge knips of veranderingen van het weefsel. In plaats daarvan structureerde zij haar composities veelal als enkelvoudige, sterke bogen die zich langzaam in de tijd ontvouwen en geleidelijk hun dwingende emotionele zeggingskracht intensiveren.
De hang van Kulenty naar muzikaal drama en obsessieve echo’s vond een geslaagde uitdrukking in haar toneelmuziek. Het ‘intuïtieve constructivisme’ gepaard aan een verhoogde emotionele intensiteit van haar muziek is uitermate geschikt om dramatische situaties extra diepte te geven. Kulenty’s beheersing van tijd en haar vermogen het muzikale materiaal te structuren tot bewegende lagen die onverbiddelijk en onvermijdelijk naar een krachtige climax voeren, geeft een symfonische dimensie aan haar andere theatrale composities.
In Kulenty’s laatste compositietechniek, de ‘polyfonie van tijdsdimensies’ benadrukt ze de cirkelvormigheid van tijd en het simultaan bestaan van gebeurtenissen die zich op verschillende tijdsniveaus afspelen.”

## Prijzen en onderscheidingen
In 1985 won Kulenty de tweede prijs tijdens de European Young Composers’ Competition met Ad Unum voor orkest.
In 1987 won ze de Stanislaw Wyspianski Award (2nd class).
In datzelfde jaar won ze de tweede prijs tijdens de Young Composers’ Competition of the Polish Composers’ Union met Ride voor 6 slagwerkers (1987).
Ze kreeg meerdere prijzen bij de Composers’ Competition van de Polish Composers’ Union: Quinto voor 2 piano’s (1986), eerste prijs; Breathe voor string orchestra (1987), eerste prijs; Cannon voor viool en piano (1988) derde prijs; aaa TRE voor altviool, cello en contrabas (1988) tweede prijs.
In 2003 won ze de eerste prijs bij UNESCO’s vijftigste editie van het International Rostrum of Composers met haar compositie Trumpet Concerto (2002), waarvoor ze de UNESCO Mozart Medaille ontving.
Zowel in 2008 (Preludium, Postludium and Psalm voor cello en accordeon, 2007) als in 2009 (String Quartet No. 3 - Tell me about it, 2008) werden haar composities gekozen bij de beste 10 composities van Nederland, tijdens het Toonzetters evenement in Amsterdam.

## Uitvoeringen
Hanna Kulenty heeft muziek geschreven voor solo-instrumenten, kamermuziek groepen, symfonieorkesten, opera, televisiespelen en film. Haar composities zijn wereldwijd uitgevoerd op festivals als het Huddersfield Contemporary Music Festival, Sleeswijk-Holstein Musik Festival, Münchener Biënnale, Warschauer Herfst en Polonica Musica Nova. Haar talrijke orkestrale stukken zijn uitgevoerd door radiosymfonie-orkesten in Nederland (Radio Filharmonisch Orkest), Denemarken (Deens Radio Symfonieorkest), Polen (Pools Nationaal Radio-Symfonieorkest) en Duitsland (Radio-Symphonie-Orchester Berlin), met dirigenten als David Porcelijn, Antoni Wit, Peter Hirsch, Peter Eötvös, Ingo Metzmacher, Renato Rivolta, en Ronald Zollman. Solisten als Isabelle van Keulen, Elzbieta Chojnacka, Krzysztof Bąkowski, Marco Blaauw, en Frank Peters hebben haar werk uitgevoerd. Het Nederlandse ensemble ‘de ereprijs’ vroeg haar voor verschillende gelegenheden een compositie te schrijven. In 2008 speelde het Kronos Quartet haar Strijkkwartet nr. 4 (A Cradle Song). Sinds het succes van haar opera The Mother of Black-Winged Dreams tijdens de Münchener Biënnale in 1996 wordt Kulenty beschouwd als "een van de meest toonaangevende componisten van Polen".
Kulenty’s composities worden gepubliceerd door Donemus (onderdeel van Muziek Centrum Nederland) in Amsterdam en door PWM Edition in Krakau.

## Lijst van werken (per genre)

### Opera’s en andere dramatische werken
- Hoffmanniana (2003) - opera in twee aktes
- The Mother of Black-Winged Dreams (1995) - opera in één akt
- Przypowieść o ziarnie [Parable op grain] (1985) - kameropera / monodrama
- Island (2006) - dramatisch werk voor trompet solo, stem, ensemble en tape
- Lost & Found twenty-five (2008) - muziek-dans-theater voor ensemble en tape

### Symfonie- en kamerorkest
- Ad unum (1985) - symfonieorkest
- Breathe (1987) - kamerorkest
- Certus (1997) - kamerorkest
- Part One (1998) - symfonieorkest
- Passacaglia (1992) - kamerorkest
- Piano Concerto No. 2 (1991) - piano, symfonieorkest
- Piano Concerto No. 3 (2003) - piano, symfonieorkest
- Quatro (1986) - kamerorkest
- Trigon (1989) - kamerorkest
- Sinequan Forte A (1994) - solo cello versterkt met vertraging, symfonieorkest
- Sinequan Forte B (1994) solo cello versterkt met vertraging, kamerorkest
- Symfonie No. 1 (1986) - symfonieorkest
- Symfonie No. 2 (1987) - symfonieorkest, gemengd koor
- Symfonie No. 3 (2000) - symfonieorkest
- Trumpet Concerto (2002) - trompet, symfonieorkest
- Violin Concerto No. 1 (1993) - viool, symfonieorkest
- Violin Concerto No. 2 (1996) - viool, symfonieorkest

### Grote ensembles
- A few minutes for Ereprijs (1992) - ensemble
- Air (1991) - ensemble
- Elfen (1997) - ballet muziek voor ensemble
- Flute Concerto No. 1 (2001) - fluit (versterkt, delay) en kamerorkest
- Going Up 2 (1995) - ensemble
- Mezzo Tango (2004) - fanfare
- Mezzo Tango 2 (2005) - ensemble
- Piano Concerto No. 1 (1990) - piano, ensemble
- Perpetuus (1989) - ensemble
- Postcard from Europa (2004) - ensemble
- Violin Concerto No. 1 (1992) - viool, ensemble

### Kamermuziek
- Arcus (1988) - drie slagwerkers
- aaa TRE (1988) - altviool, cello, contrabas
- A Cradle Song (1993) - viool, cello, piano
- A Fourth Circle (1994) - viool (of altviool/cello) en piano
- A Sixth Circle (1995) - trompet, piano
- Asjaawaa (2001) - mezzo sopraan, fluit, harp, piano, slagwerk, elektronica
- Blattinus (1996) - saxofoonkwartet
- Brass No. 2 (2005) - voor hoorn en trompet
- Cannon (1988) - viool, piano
- Crossing Lines (2001) - viool, klarinet, piano
- Decimo (2000) - voor koor, zes stemmen
- Going Up 1 (1995) - viool, contrabas
- Kisses & Crosses (2007) - voor piano en slagwerk
- Lysanxia (1994) - gamelan, tape
- MM-blues (1999) - twee piano's en twee percussies
- Preludium, Postludium and Psalm (2007) - voor cello en accordeon
- Quinto (1986) - twee piano's
- Rainbow 3 (2003) - fluit, basklarinet, piano [12'][3]
- Rapidus (1998) - saxofoonkwartet
- Ride (1987) - zes slagwerkers
- Run (2004) - fluit en piano
- Sierra (1996) - viool, cello
- Stretto (1998) - fluit, klarinet, cello, gitaar
- String Quartet No. 1 (1984)
- String Quartet No. 2 (1990)
- String Quartet No. 3 - Tell me about it (2007)
- String Quartet No. 4 (A Cradle Song) (2007)
- Sugar-Fela Tango (2009) - voor piano en vier instrumenten
- Tap-Blow-Dance4* (2020) 2 basklarinetten, violoncello, vibrafoon [12'][4][5]
- Tell me about it 1 (2006) - voor klarinet, cello, trombone en piano
- Tell me about it 2 (2006) - voor basklarinet, cello, trombone en contrabas
- Waiting for... (1997) - stem, piano

### Solo-instrumenten
- Arci (1986) - percussie solo
- A Fifth Circle (1994) - altfluit met delay
- A Third Circle (1996) - piano solo
- Brass No. 1 (2004) - trompet solo
- Brass No. 2 (2004) - hoorn en trompet
- Brass No. 3 (2005) - hoorn solo of trompet solo
- Brass No. 4 (2007) - tuba solo
- Cadenza (1992) - viool solo met delay
- Drive Blues (2000) - piano solo
- E for E (1991) - klavecimbel solo
- Harmonium (1999) - harmonium solo
- One by One (1988) - marimba solo
- Preludium and Psalm (2007) - harmonium solo of een ander toetsinstrument
- Sesto (1985) - piano solo
- Sinequan (1993) - cello solo met optionele delay
- Sinequan (rev. 1993) - cello solo met delay
- Still Life with a Cello (1993) - cello solo
- Still Life with a Violin (1985) - viool solo
- Three Minutes for the Double Bass (1983) - contrabas solo

### Elektro-akoestische muziek
- Prośba o Słońce [Request for the Sun] (1984) - elektro-akoestische tape
- Souvenir from a Sanatorium (1988) - computer muziek